# 花巻警察署
花巻警察署（はなまきけいさつしょ）は、岩手県警察が管轄する警察署の一つである。識別章所属表示はSE。

## 管轄区域
- 花巻市

## アクセス
- JR東北本線・釜石線花巻駅より岩手県交通バスに乗車。イトーヨーカドー前下車。徒歩15分。

## 組織
- 署長
- 副署長
- 警務課
  - 警務係
  - 警察安全相談係
  - 被害者支援係
  - 留置管理係
- 会計課
  - 会計係
- 生活安全課
  - 生活安全係
- 地域課
  - 地域企画指導係
  - 自動車警ら班
- 刑事課
  - 刑事第一係
  - 刑事第二係
  - 鑑識係
- 交通課
  - 交通企画係
  - 交通捜査係
- 警備課
  - 警備係

## 交番・駐在所
括弧内は読み方及び所在地を表す。
- 石鳥谷（いしどりや）交番（花巻市石鳥谷町好地第7地割208-4）
- 桜台（さくらだい）交番（花巻市星が丘1-1-12）
- 花巻駅前（はなまきえきまえ）交番（花巻市大通1-12-32）
- 大沢（おおさわ）駐在所（花巻市湯口字大沢143-6）
- 大迫（おおはさま）駐在所（花巻市大迫町大迫第3地割1-1）
- 小山田（こやまだ）駐在所（花巻市東和町前田10区134）
- 桜町（さくらまち）駐在所（花巻市桜町4-237-3）
- 笹間（ささま）駐在所（花巻市轟木14地割68-5）
- 谷内（たにない）駐在所（花巻市東和町東晴山8区189）
- 東和（とうわ）駐在所（花巻市東和町土沢6区127-1）
- 中内（なかない）駐在所（花巻市東和町上浮田2区182-1）
- 花巻温泉（はなまきおんせん）駐在所（花巻市湯本第１地割140-29）
- 宮野目（みやのめ）駐在所（花巻市西宮野目第5地割474-7）
- 矢沢（やさわ）駐在所（花巻市高木第19地割105-1）
- 湯口（ゆぐち）駐在所（花巻市円万寺字下中野12-13）
- 花巻空港（はなまきくうこう）警備派出所（花巻市東宮野目第2地割53）